# Мюллер, Александр
Александр Мюллер (нем. Alexander Müller; 27 октября 1808, Эрфурт — 28 января 1863, Цюрих) — германско-швейцарский пианист и композитор, дирижёр, музыкальный журналист.
Ученик Иоганна Непомука Гуммеля. В 1833 г. познакомился с Рихардом Вагнером, с которым у Мюллера установились дружеские отношения. С 1834 г. жил и работал в Цюрихе, где и обеспечил Вагнеру приём в конце 1840-х гг. Руководил собственным хором, в 1852—1863 гг. дирижировал концертами городского оркестра. Автор опер «Бегство в Швейцарию» (нем. Die Flucht nach der Schweiz) и «Мельница Санкт-Альдерон, или Два галерника» (нем. Die Mühle von St. Alderon oder die beiden Galeerensklaven), фортепианной музыки. Среди учеников Мюллера были, в частности, Вильгельм Баумгартнер и Иоганн Карл Эшман.